# Драчов Володимир Петрович
Володимир Драчов (біл. Уладзімер Пятровіч Драчоў нар. 7 березня 1966  Петрозаводськ, РРФСР, СРСР) — радянський, російський  та білоруський біатлоніст, срібний та бронзовий призер Олімпійських ігор, чотириразовий чемпіон світу з біатлону та семиразовий призер чемпіонатів світу. Володар Кубка світу у сезоні 1995-1996 років. У 2002 році змінив російське громадянство на білоруське. У 2006 році завершив свою професійну спортивну кар'єру.

## Виступи на Олімпійських іграх
| Рік  | Місце проведення | Інд | Спр | Пр | МС | Ест |
| 1994 | Ліллегамер       | 4   | —   | —  | —  | 2   |
| 1998 | Нагано           | 35  | 12  | —  | —  | 3   |
| 2006 | Турин            | 43  | 61  | —  | —  | —   |

## Виступи на чемпіонатах світу
| Рік  | Місце проведення | Інд | Спр | Пр  | МС | Ест | КГ |
| 1994 | Кенмор           | —   | —   | —   | —  | —   | 2  |
| 1995 | Антхольц         | 5   | 13  | —   | —  | 8   | —  |
| 1996 | Рупольдінг       | 2   | 1   | —   | —  | 1   | 2  |
| 1997 | Брезно-Осрбліє   | 20  | 11  | 4   | —  | 8   | —  |
| 1998 | Поклюка          | —   | —   | 1   | —  | —   | —  |
| 1998 | Гохфільцен       | —   | —   | —   | —  | —   | 3  |
| 1999 | Контіолахті      | —   | 25  | 9   | —  | 2   | —  |
| 1999 | Осло             | 5   | —   | —   | 2  | —   | —  |
| 2000 | Осло             | 73  | 18  | 25  | 12 | —   | —  |
| 2000 | Лахті            | —   | —   | —   | —  | 1   | —  |
| 2003 | Ханти-Мансійськ  | 38  | 5   | 6   | 20 | 3   | —  |
| 2004 | Обергоф          | 12  | 43  | DNS | 16 | 4   | —  |
| 2005 | Гохфільцен       | —   | 45  | DNF | —  | —   | —  |

## Список перемог на етапах Кубка світу
За свою біатлонну кар'єру на етапах Кубка світу Володимир 21 раз підіймався на найвищу сходинку подіум пошани (з них 15 разів в особистих гонках).
| №  | Позиція | Дисципліна          | Етап        | Місце проведення |
| -- | ------- | ------------------- | ----------- | ---------------- |
| 1  | 1       | індивідуальна гонка | 1994/95 - 1 | Бад-Гаштайн      |
| 2  | 1       | індивідуальна гонка | 1995/96 - 4 | Брезно-Осрбліє   |
| 3  | 1       | спринт              | 1995/96 - 4 | Брезно-Осрбліє   |
| 4  | 1       | спринт              | 1995/96 - 5 | Поклюка          |
| 5  | 1       | спринт              | 1995/96 - 6 | Гохфільцен       |
| 6  | 1       | естафета            | 1996/97 - 7 | Нагано           |
| 7  | 1       | естафета            | 1997/98 - 3 | Контіолахті      |
| 8  | 1       | спринт              | 1997/98 - 6 | Поклюка          |
| 9  | 1       | індивідуальна гонка | 1997/98 - 7 | Гохфільцен       |
| 10 | 1       | спринт              | 1997/98 - 7 | Гохфільцен       |
| 11 | 1       | спринт              | 1998/99 - 3 | Обергоф          |

| №  | Позиція | Дисципліна           | Етап        | Місце проведення |
| -- | ------- | -------------------- | ----------- | ---------------- |
| 12 | 1       | естафета             | 1998/99 - 6 | Лейк Плесід      |
| 13 | 1       | мас-старт            | 1999/00 - 3 | Брезно-Осрбліє   |
| 14 | 1       | естафета             | 1999/00 - 3 | Антхольц         |
| 15 | 1       | естафета             | 2002/03 - 2 | Поклюка          |
| 16 | 1       | естафета             | 2002/03 - 6 | Антхольц         |
| 17 | 1       | індивідуальна гонка  | 2002/03 - 6 | Антхольц         |
| 18 | 1       | естафета             | 2002/03 - 8 | Осло             |
| 19 | 1       | індивідуальна гонка  | 2002/03 - 8 | Осло             |
| 20 | 1       | гонка переслідування | 2002/03 - 9 | Естерсунд        |
| 21 | 1       | естафета             | 2003/04 - 5 | Рупольдинг       |

## Статистика стрільби
| № п/п | Сезон     | Загальна         | Індивідуальна гонка | Спринт          | Гонка переслідування | Мас-старт      | Естафета        |
| ----- | --------- | ---------------- | ------------------- | --------------- | -------------------- | -------------- | --------------- |
| 1     | 1998-1999 | 79,2 % (319/403) | 76,7 % (46/60)      | 72,2 % (65/90)  | 82,1 % (115/140)     | 87,5 % (35/40) | 79,5 % (58/73)  |
| 2     | 1999-2000 | 77,6 % (384/495) | 82,5 % (66/80)      | 73,8 % (59/80)  | 76,7 % (138/180)     | 77,5 % (62/80) | 78,7 % (59/75)  |
| 3     | 2000-2001 | 71,0 % (71/100)  | 70,0 % (14/20)      | 70,0 % (28/40)  | 72,5 % (29/40)       | 0,0 % (0/0)    | 0,0 % (0/0)     |
| 4     | 2001-2002 | 75,0 % (15/20)   | 75,0 % (15/20)      | 0,0 % (0/0)     | 0,0 % (0/0)          | 0,0 % (0/0)    | 0,0 % (0/0)     |
| 5     | 2002-2003 | 81,5 % (383/470) | 80,0 % (48/60)      | 85,6 % (77/90)  | 80,0 % (112/140)     | 85,0 % (68/80) | 78,0 % (78/100) |
| 6     | 2003-2004 | 81,3 % (362/445) | 80,0 % (48/60)      | 78,0 % (78/100) | 80,0 % (128/160)     | 85,0 % (68/80) | 88,9 % (40/45)  |
| 7     | 2004-2005 | 85,4 % (199/233) | 95,0 % (19/20)      | 81,4 % (57/70)  | 83,0 % (83/100)      | 0,0 % (0/0)    | 93,0 % (40/43)  |
| 8     | 2005-2006 | 84,7 % (320/378) | 77,5 % (31/40)      | 86,7 % (78/90)  | 92,5 % (111/120)     | 75,0 % (60/80) | 83,3 % (40/48)  |